# Rhabdognathus
Rhabdognathus es un género extinto de crocodiliano dirosáurido. Es conocido de rocas que datan del período Paleoceno de África Occidental, y especímenes del período Cretácico (Maastrichtiense) fueron identificados en 2008. Fue nombrado por Swinton en 1930 a partir de un fragmento de mandíbula de Nigeria. La especie tipo es Rhabdognathus rarus. Stephane Jouve subsecuentemente determinó que R. rarus era un taxón indeterminado a nivel de especie, pero no a nivel de género, y por lo tanto es un nombre dudoso. Dos cráneos fueron asignados al género Rhabdognathus pero debido a que presentan diferencias con R. rarus fueron asignados a nuevas especies: R. aslerensis y R. keiniensis, ambos de Malí. El género antes contenía la especie Rhabdognathus compressus, la cual fue reasignada como Congosaurus compressus, después de que análisis de la mandíbula de un espécimen indicó que era más similar a la de la especie Congosaurus bequaerti. Se piensa que Rhabdognathus es un pariente cercano del género Atlantosuchus.

## Descripción
Rhabdognathus tiene un hocico extremadamente latgo que abarca el 75% de la longitud del cráneo. La longitud completa del cráneo de R. keiniensis es 73.1 cm., mientras que la longitud craneal de R. aslerensis es desconocida debido a que el frente del hocico no se preservó en el único cráneo conocido, el espécimen CNRST-SUNY-190. La mandíbula de Rhabdognathus es tan alta como ancha, lo que la distingue de la de Hyposaurus. La mandíbula está dorsalmente orientada hacia la punta, y el primer par de alvéolos en la punta de la mandíbula son más altos que los otros. Otra característica distintiva es la extremada longitud de la sínfisis mandibular, la que se extiende pasando el alvéolo mandibular número diecinueve. El esplenial también se extiende más allá de este punto, aunque la posición de la sínfisis varía durante el crecimiento. Los alvéolos de Rhabdognathus son redondeados y orientados levemente hacia los lados, de modo que los dientes se proyectan en un ángulo.
Los cráneos deR. aslerensis y R. keiniensis poseen numerosas características que distinguen a Rhabdognathus de otros dirosáuridos. la pared posterior de la fenestra supratemporal se inclina dorsalmente y es visible cuando el cráneo es visto dorsalmente. En Dyrosaurus phosphaticus, esta pared es vertical y no es visible en vista dorsal. En ambas especies de Rhabdognathus, el espacio entre el cóndilo occipital y el tubérculo basioccipital (ambos localizados en la parte posterior del cráneo, donde se articula con las vértebras) es más largo anteroposteriormente que en D. phosphaticus. En los cráneos de ambas especies de Rhabdognathus, el margen posterior está tan inclinado que tanto el cóndilo occipital como el tubérculo basioccipital debajo son visibles en vista occipital.